# Hispidula dicksoniae
Hispidula dicksoniae är en svampart som först beskrevs av G.W. Beaton & Weste, och fick sitt nu gällande namn av P.R. Johnst. 2003. Hispidula dicksoniae ingår i släktet Hispidula och familjen Hyaloscyphaceae.   Inga underarter finns listade i Catalogue of Life.